# Ховд (аеропорт)
Аеропорт Ховд (IATA: HVD, ICAO: ZMKD) розташовано у монгольському місті Ховд (Кобдо). 

Аеропорт розташовано за 5 хв їзди від центру міста у триповерховому будинку де є зал очікування, кав'ярня та декілька крамниць. У внутрішньому сполученні аеропорт здійснює лише рейси до Улан-Батора. 
При цьому аеропорт має дві злітно-посадкові смуги, які відповідають всім міжнародним нормам. Внаслідок слабкого туристичного потоку протягом року аеропорт Ховд обслуговує не більше 15000 пасажирів.

## Авіакомпанії і напрямки
| Авіакомпанія            | Пункт призначення |
| ----------------------- | ----------------- |
| Aero Mongolia           | Улан-Батор        |
| Hunnu Airlines          | Улан-Батор        |
| MIAT Mongolian Airlines | Булган            |

## Ресурси Інтернету
- world airport codes Khovd
- world aero data Khovd
- https://fly.kiev.ua